# Interdiction bancaire
 (juin 2025).
Si vous disposez d'ouvrages ou d'articles de référence ou si vous connaissez des sites web de qualité traitant du thème abordé ici, merci de compléter l'article en donnant les références utiles à sa vérifiabilité et en les liant à la section « Notes et références ».
Une interdiction bancaire est, en France, une interdiction d'émettre des chèques. 

## Définition, conséquences
L'interdiction bancaire est consécutive au rejet par une banque d'un chèque émis sans provision. L'interdiction est générale et concerne tous les comptes dans toutes les banques (même l'émission d'un chèque payable à l'étranger sur le sol français est interdite) et dure 5 ans faute de régularisation. Elle est enregistrée au Fichier Central des Chèques (FCC) géré par la Banque de France qui centralise tous les incidents de paiement et qui envoie l'information à l'ensemble des établissements financiers.
Une interdiction bancaire entraine des frais bancaires dus à la banque auxquelles s'ajoutaient éventuellement des pénalités dues au Trésor public.
Selon l'Article 36 de la loi no 2010-737 du 1er juillet 2010, les articles L. 131-75, L. 131-76 et L. 131-77 concernant les pénalités libératoires sont abrogés.
Après une interdiction bancaire, la banque restreint très souvent l'utilisation du compte bancaire du client aux seuls services de base, conformément au droit au compte :
- L'autorisation de découvert éventuelle est supprimée ;
- Les cartes bancaires sont mises en oppositions, leurs encours éventuels (pour les cartes à débit différé et de crédit) devenant immédiatement exigible. Elles sont généralement remplacées par des cartes à autorisation systématique ;
- Le client peut toutefois continuer à déposer des chèques, déposer ou retirer des espèces au guichet de l'agence qui tient le compte (ou au distributeur à l'aide d'une carte de retrait), de payer par chèque de banque, après contrôle de la provision par la banque ;
- Il peut également continuer à payer par prélèvements automatiques, par TIP ou virement, sous réserve de bon approvisionnement du compte ;
- Cependant, la banque reste libre de clore ou non le compte...

En cas de non-respect de l'interdiction d'émettre des chèques, le client s'expose à des sanctions pénales, une amende, voire à une interdiction judiciaire, c'est-à-dire que c'est un tribunal qui prive l’intéressé d'émettre des chèques pendant un certain temps, sans possibilité de levée.
À tout moment la régularisation de la situation permet de lever l'interdiction bancaire.

## Obtenir la levée d'une interdiction bancaire
Pour obtenir la levée de l'interdiction bancaire, le client dispose de 3 moyens :
- aller voir le bénéficiaire, le régler par un autre moyen de paiement (espèce, carte bancaire, virement ou chèque de banque...), lui demander en échange la restitution du chèque impayé. Seule preuve de régularisation valable auprès des banques (un simple reçu ne suffit pas). Ce chèque devra être restitué à la banque avec la lettre d'injonction notifiant sa mise en interdiction bancaire ;
- réapprovisionner suffisamment le compte et inviter le bénéficiaire à représenter le chèque. La preuve de régularisation sera automatiquement constituée par le débit en compte du chèque ;
- déposer à la banque les fonds correspondants en leur demandant par écrit de les affecter directement au paiement du chèque. Cette méthode possède plusieurs avantages : le paiement du chèque est garanti car les fonds sont bloqués pendant toute la durée de validité du chèque (1 an). Le chèque est considéré comme régularisé, même s'il ne s'est pas encore représenté au débit, ce qui réduit les risques de dépasser les délais de dispense de paiement de pénalités libératoires et le client n'a pas besoin de contacter le bénéficiaire (sauf pour l'inviter à représenter le chèque). Enfin, les fonds assurant le paiement du chèque sont déposés sur une réserve distincte du compte courant, ce qui permet de procéder à la régularisation de l'incident même si la situation du compte ne s'y prête pas (dépassement des autorisations de découvert, notamment).

L'interdiction n'est levée que si tous les chèques ont été régularisés, et que si le client ne fait pas l'objet d'une autre interdiction (bancaire ou judiciaire) ailleurs.
De plus, même lorsque la situation est régularisée, la banque n'est pas obligée de rendre le chéquier au client. En effet, il n'y a pas de droit au chéquier en France.

## Sanctions pénales
Le chèque sans provision a été dépénalisé en France. Le client n'encourt plus de poursuite pénale, sauf si l'acte est manifestement volontaire. Il risque dans ce cas, des poursuites pour filouterie :
- s'il met volontairement un chèque en opposition pour des motifs autres que perte, vol, utilisation frauduleuse ou liquidation. Notamment pour empêcher le paiement du chèque (même en cas de litige avec le commerçant) ;
- s'il retire tout ou partie de la provision destiné au paiement du chèque pour empêcher son paiement ;
- en cas de violation d'une interdiction bancaire ou judiciaire.

Ces actes sont réprimés par 5 ans d'emprisonnement et 375 000 € d'amende.